# Myrcia ferruginea
Myrcia ferruginea är en myrtenväxtart som beskrevs av George Don jr. Myrcia ferruginea ingår i släktet Myrcia och familjen myrtenväxter. Inga underarter finns listade i Catalogue of Life.